# Jakob Edelstein
Jakob Edelstein (25. července 1903 Horodenka, Halič, býv. Rakousko-Uhersko (dnes Ukrajina) – 20. června 1944 Auschwitz) byl důležitou osobností židovstva a sionistického hnutí v Československu a jeden z předních členů Rady starších ghetta Terezín na území Protektorátu Čechy a Morava za druhé světové války.

## Život

### Mládí a sionistické hnutí

#### Studia
Jakob se narodil Mottelovi a Mattele Edelsteinovým v Haličské Horodence na území dnešní Ukrajiny. V horodenské židovské obci se nacházela židovská škola, ve které se židovští chlapci učili psát hebrejsky a byli zasvěceni do všech židovských nauk a potřebných knih. Patřil mezi ně i malý Jakob. Po roce 1914 a začátku první světové války byla však rodina Edelsteinova nucena opustit svůj domov a uprchnout před ruskou armádou na západ. Židé byli tehdy podle kvót rozdělováni okolo železnice vedoucí přímo do Vídně a rodina Edelsteinova se tak dostala do moravského města Brna. Jakob začal navštěvovat střední školu a po ní proslulou Státní obchodní akademii pod Špilberkem. Po roce 1918 a vzniku samostatného Československého státu se rodiče Jakoba, i s jeho mladší sestrou Dorou, vrátili zpět do Haliče. Jakob však zůstal v Brně, aby dokončil studia. Vyšší studia politické ekonomie si však nakonec dovolit nemohl. Obrátil se proto k literatuře, kde si ze všech nejdřív vybral díla otců socialismu. Zanedlouho vstoupil do mládežnické sekce Německé sociálně demokratické strany, vedené židovským právníkem Ludwigem Czechem, která mu poskytla úkryt před německým nacionalismem a začal se politicky angažovat.

Poté, co nemohl pokračovat ve studiích, se Edelstein rozhodl odjet na sever Čech do Teplic-Šanova, oblasti s velkým počtem Haličských Židů, ve které převládal německý jazyk. Stal se z něj obchodní cestující pracující pro firmu bratrů Kletterových. Práci prováděl jen kvůli nezbytnosti. Opravdové nadšení měl pro sociálně demokratické hnutí. Pobyt ve velké komunitě Židů však pozměnil jeho původní názor a začal si uvědomovat, že židovský socialismus vyžaduje odlišné řešení, čímž se stále více přibližoval sionistickému hnutí. V roce 1926 nakonec vstoupil do sionistické organizace zvané Techelet-Iavan. Chudý obchodník bez vysokoškolského vzdělání díky svému řečnickému talentu brzy vystoupal na post hlavního ideologa československých socialistických sionistů a poté, co se oženil s židovskou dívkou z Teplic jménem Miriam Ollinerová, začal vést vlastní, velmi tradiční domácnost.

#### Sionistická práce
V třicátých letech se s nástupem Hitlera k moci začal měnit židovský svět. Jakob Edelstein se se svojí rodinou přestěhoval do malého bytu v Praze a začal se usilovně věnovat pomoci německým uprchlickým Židům při jejich emigraci směrem na východ do Palestiny. V tom samém roce totiž začal působit jako vedoucí Palestinského úřadu existujícího již od roku 1921.
V roce 1937 se rozhodl sám Edelstein navštívit Palestinu. Jeho první návštěva však netrvala dlouho a o stavu uprchlíků a celkové situaci se mnoho nedozvěděl. Změnila to až jeho druhá cesta. Po anšlusu Rakouska Hitlerem se objevila nová uprchlická vlna potřebující pomoc a po 15. březnu 1939 se systém téměř zhroutil. Legální emigrace již nebyla podmínkou a do Palestiny i jiných zemí se hrnulo stále více Židů. Po ustanovení Protektorátu Čechy a Morava se orgány pro židovskou emigraci dostaly pod správu Němců. Jako vedoucí postavu za židovskou stranu určili dr. Kahna, který však odmítl osobní kontakt s německými úřady, a tak jeho úlohu postupně neoficiálně přebíral více optimistický Edelstein. S ní se také znovu vydal 29. května 1939 navštívit Palestinu a zjistit stav uprchlíků přímo na místě (jeho žena a syn zůstali v Praze jako rukojmí). Jeho úkolem bylo zajistit co nejvíce přistěhovaleckých certifikátů a naplánovat ilegální přistěhovalectví ve velkém měřítku.
V polovině července 1939 byl z úřadu odvolán nacista Fuchs a na jeho místo přijel do Prahy z Vídně i s veškerým svým personálem vysoký esesman Eichmann a zřídil zde Ústřednu pro židovské vystěhovalectví, která se od té chvíle stala jediným orgánem umožňujícím emigraci Židů. Mnohem větší problémy však nastaly po 1. září 1939, kdy Německá armáda napadla Polsko a započala tak druhou světovou válku. Zároveň rozjel Reinhard Heydrich plán konečného řešení židovské otázky. Většina dalších plánů pak definitivně padla v roce 1940, kdy Německo ovládlo západní státy a Itálie se rozhodla vstoupit do války s Řeckem. Tím se uprchlíkům uzavřely možné cesty na východ i na západ. Žadatelé o azyl v USA mířili za svým vysvobozením přes Rusko a Asii, zatímco Palestina se od května 1941 stala nedosažitelnou z důvodu uzavření Palestinského úřadu Gestapem.

### Rodinný život
Jakob Edelstein byl ženat s Mirjam, rozenou Olinerovou (1908–1944), se kterou měl syna Arje (1931–1944). Manželé Edelsteinovi získali československé státní občanství v lednu 1938. Mirjam Edelsteinová i syn Arje byli zavražděni stejného dne, jako Jakob Edelstein.

## Ghetto Terezín
V 1941, po útoku Nacistické říše na Sovětský svaz, se postavení Židů změnilo v katastrofální. Jakob Edelstein si hrozbu velmi dobře uvědomoval a začal vyvíjet iniciativu, jak svůj lid zachránit. Naději již dlouho viděl ve fyzické práci a nebál se získání pracovních pozic ani ve velkých továrnách a zbrojovkách vyrábějících pro Wehrmacht. Jeho snahy však nebyly dostačující. Od 1. září 1941 museli všichni Židé začít nosit na oděvu jasné označení své rasy, židovskou „Davidovu“ hvězdu ve velikosti dlaně, v jejímž středu bylo jasně, černým písmem napsáno slovo „JUDE“. V tom samém roce se na příkaz nového protektora Heydricha rozjely transporty Židů na východ. Samotných transportů mělo být podle očekávání Němců více, ale napjatá situace a nedostatek prostředků takové řešení neumožňovaly. I z toho důvodu se ujal již zmiňovaný plán zřídit ghetta na území Protektorátu, která by plnila úlohu mezistanic pro transporty na Východ. K umístění ghetta byla nakonec zvolena pevnost Terezín. V čele nového „židovského“ města měla stát Rada starších, reprezentující jednotlivými zástupci různá oddělení ghetta a také poradní orgán. Čtvrtého prosince 1941 přijel do Terezína také Edelstein.
Němci, stejně jako většina Židů, se obraceli na Edelsteina jako na velitele. Edelstein byl jako „vůdce“ Terezína obdařen rozličnými povinnostmi i právy. Jediný on se mohl na německou správu obrátit jménem obyvatel, jemu skládali policisté přísahu, jeho jménem byly vydávány zákony, on určoval způsob administrativy (pokud Němci nerozhodli jinak). Denně musel podávat komandatuře zprávy, informoval o celkovém stavu ghetta, o reakcích na nařízení i o nemocných. Předkládal návrhy, vznášel žádosti a také rozesílal poštu. Mohl by se stát i malým diktátorem, kdyby chtěl, ale jeho povaha a socialistický duch mu v tom bránily. Naopak se Jakob snažil co nejvíce zlepšovat životní podmínky obyvatel a podporovat zejména jejich mladé vrstvy, v nichž viděl budoucnost i záchranu celého národa. Sám byl za to obyvateli i spolupracovníky velmi ceněn, což dosvědčuje „Album AZ“, dokument s kresbami každodenního života v ghettu malíře Leopolda Haase, které dostal od Ústředny práce jako dar k prvnímu výročí existence ghetta.
František R. Kraus o něm po válce ve svých vzpomínkách napsal:
| „                                           | Poctivec a skutečný demokrat Edelstein, později odeslaný také s »vajzunkem« do plynové komory osvěčimské, pomáhal ze všech sil. Tento »judenältester« byl skutečný táta celého ghetta, zastavil se tu a tam, ptal se co tě bolí, vyjednával se Scarabisem, se Seidlem, Berglem, Burgrem i Rahmem a jak se nestvůry Lagerkommandantů zde všechny jmenovaly, intervenoval bez pokory, otevřeně a mužně, s přímým pohledem do očí, nehrbil se a jak stál morálně a duševně nad nimi! Cítili to ti oficíři, báli se Edelsteina. Byl moderní hrdina, moderní z nejstarších židů, mladý a usměvavý, laskavý a dobrý, jak k babičce, která měla život za sebou, tak i k děcku hrajícímu si v prachu zapadlé uličky v ghettu mezi zdechlinami krys a zbytky předvčerejší kroupové šlichty... | “ |
| — A přiveď zpět naše roztroušené…, str. 21. | |   |

27. ledna 1943 byl Edelstein náhle vyměněn. Jeho nástupcem se stal německý Žid Eppstein. Odrazila se tak nadřazenost německých a rakouských Židů nad těmi protektorátními a Němci čekali, že od té chvíle nastanou ve vedení ghetta hádky a nepokoje (což ve skutečnosti chtěli). I když byl Jakob nově pouhý zástupce židovského staršího, nedostal se s novým vedením do sporu a stále nechával otevřené dveře všem, kteří s ním chtěli jednat. Během dnů roku 1943 ovšem došlo k citelné, negativní změně ve vedení celého ghetta. Nacista Seidl, s kterým Edelstein často vyjednával, byl vystřídám tvrdým, podezíravým a velmi mazaným Němcem Burgerem, který nenáviděl protektorátní Židy i Čechy celou svou duší. V té chvíli se začal stav ghetta neúprosně zhoršovat. 10. listopadu byl Jakob Edelstein zatčen. Důvod byl jasný. Záznamy o transportech a počtu Židů neodpovídaly skutečnosti. I když byla většina chyb zaviněna nechtěně, šířily se dál a v seznamech se objevovaly mezery. Edelstein byl proto nucen tajně 55 lidí doplnit. Chyby nastaly především v případech nehlášených útěků vězňů či nedostavení se k transportu. I když nechtělo evidenční oddělení doplnění provést, po dlouhém naléhání Edelsteina svolilo, přičemž si jeho členové nechali od Jakoba písemně potvrdit jejich zamítavý postoj vůči celé věci. 15. prosince 1943 byl do východního transportu zařazen Edelstein i se svou manželkou Miriam a synem Arjou. Nejeli v jednom vagónu a ani o sobě nevěděli, protože byl Jakob zařazen do bloku vězňů. Jeho místo v Radě starších převzal Otto Zucker.Z prosincového transportu se podařilo mladým a zdatným lidem odjet na práce do Říše, ale sedm tisíc lidí, včetně všech dětí z dětského oddělení, bylo mezi 10. a 12. červencem 1944 zplynováno.
Jakob Edelstein se ocitl v táboře Auschwitz 1 nedaleko tábora Březinka. Dostal se na barák vězňů s číslem 11 a byl dlouho držen od ostatních. Nevyhnuly se mu ani tvrdé výslechy, po kterých byl Jakob obviněn z napomáhání k útěku terezínským vězňům a 20. června 1944 přijelo před Edelsteinovu celu auto, které ho zavezlo do popravčí místnosti. Stejně tak bylo posláno pro Edelsteinovu manželku a syna, spolu s manželkami ostatních mužů pracujících v evidenčním oddělení Terezína, kteří byli umístění v terezínském rodinném táboře. Všechny popravili. Nejprve nechali Jakoba pozorovat smrt své ženy a syna a posléze ukončili život jeho samotného. Podle svědků byli však Edelstein i jeho rodina klidní a přes veškeré nadávky a posměchy německých popravčích si zachovali chladnou hlavu. Sám Edelstein nezapomněl ve své poslední chvíli po jednom z polských popravčích poslat pozdravy do milovaných Čech (které opravdu došly).